# ビチャーダ県
ビチャーダ県（ビチャーダけん、スペイン語: Departamento del Vichada）は、コロンビア東部のオリノキア地方の県。県都はプエルト・カレーニョ。オリノコ川が流れ、北と東はベネズエラとの国境に接し、北はアラウカ県、北西はカサナレ県、西はメタ県、南西はグアビアーレ県、南はグアイニア県と接する。コロンビアの県の中では、面積が2番目に広い。人口密度は低い。

## 隣接する県
- アプレ州
- アマソナス州
- グアイニア県
- グアビアーレ県
- メタ県
- カサナレ県
- アラウカ県

## 下位行政区
1. クマリーボ (Cumaribo)
2. ラ・プリマベーラ (La Primavera)
3. プエルト・カレーニョ (Puerto Carreño) - 県都
4. サンタ・ロサリア (Santa Rosalia)

県の地図。赤点は各市の市庁所在地を示す